# Lagzira
Pour l’article homonyme, voir Gżira (localité de Malte).

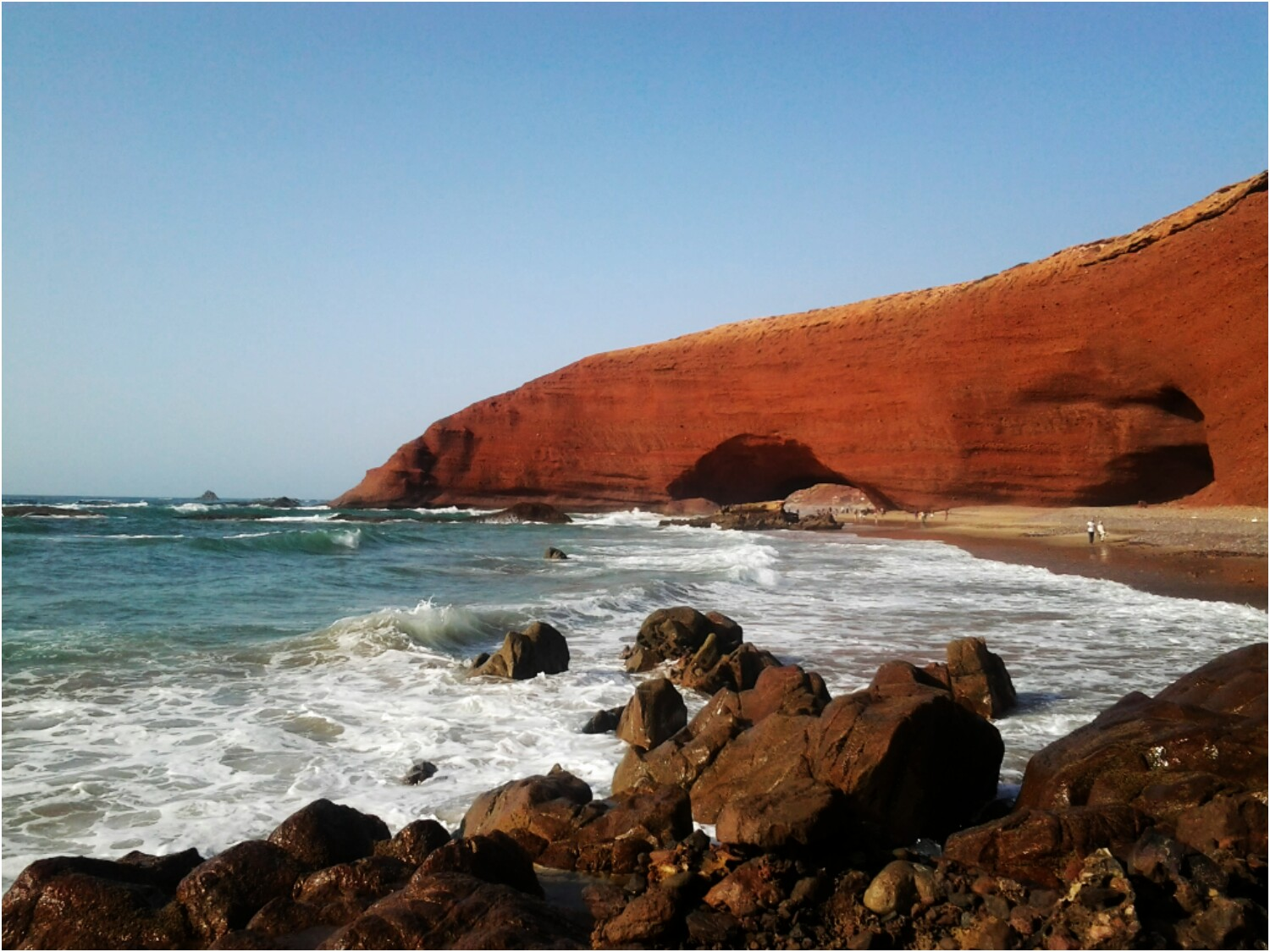
Plage Lagzira.

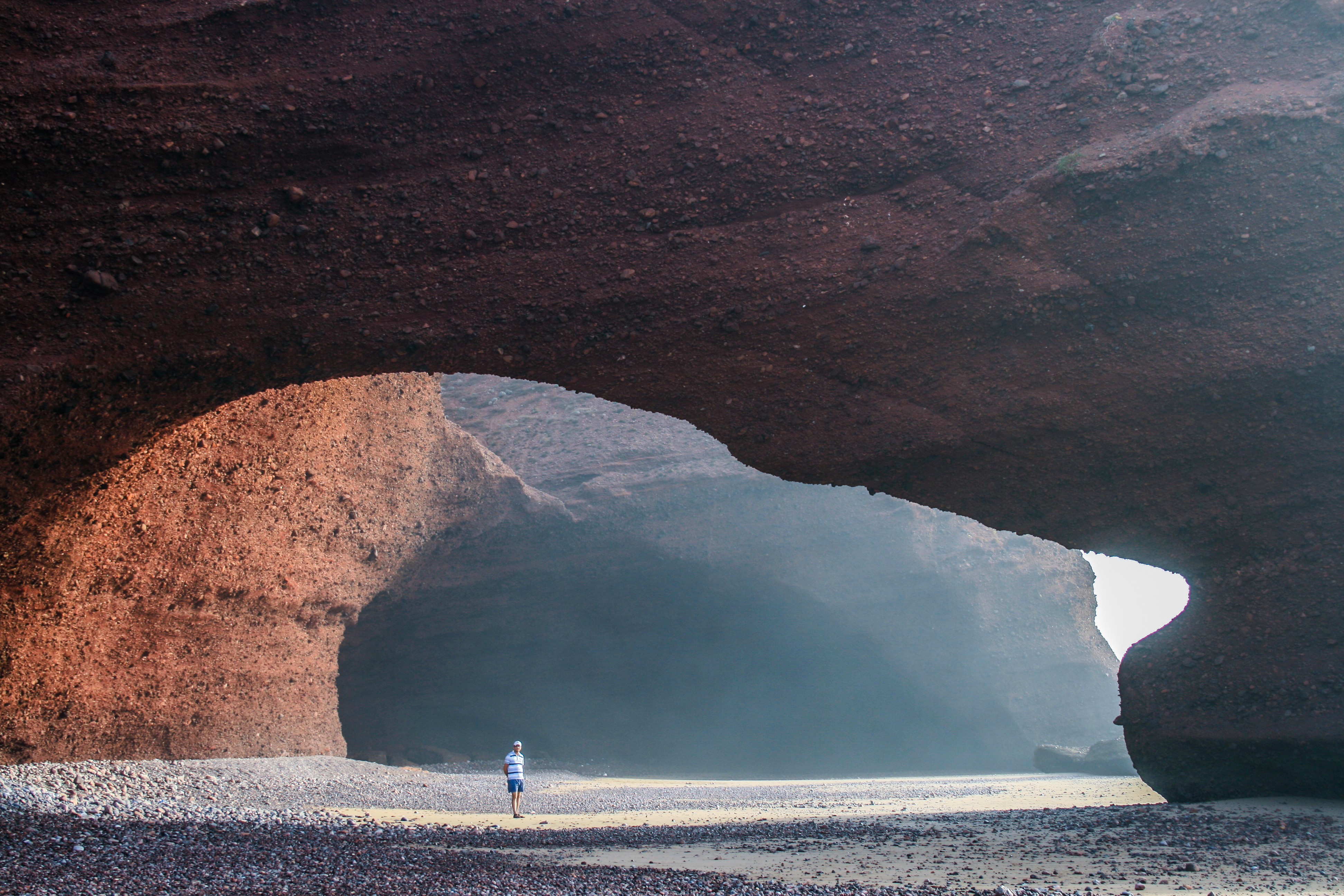
Plage Lagzira.

Lagzira, Legzira, ou Gzira, est une plage sauvage marocaine, située dans la commune rurale de Tioughza, entre les villes de Tiznit et Sidi Ifni, à environ 150 km au sud d'Agadir, et à 10 km au nord de Sidi ifni.
Son paysage et ses vagues sont appréciés par les touristes, les randonneurs et les surfeurs.
Le lieu rappelle des paysages lunaires. C'est un site touristique majeur de la province de Sidi Ifni et de la région de Guelmim-Oued Noun.
En mars 2014, le magazine La Nouvelle Tribune l'a classée parmi les douze plus belles plages du pays.
Une des arches emblématiques de la plage s’effondre le 23 septembre 2016, probablement à cause de l’érosion naturelle,.
Le lieu reste très fréquenté avec un pic de fréquentation lors de la période estivale. 